# Rhinow
Rhinow är en småstad i Tyskland, belägen vid floden Rhin i Landkreis Havelland i förbundslandet Brandenburg, omkring 76 km väster om Berlin.  Staden är administrativ huvudort för kommunalförbundet Amt Rhinow.
Staden är historiskt känd genom flygpionjären Otto Lilienthal, som verkade i staden och vid det närbelägna Gollenberg från 1893 till sin död efter en flygolycka vid Gollenberg 1896.

## Historia
Rhinow omnämns första gången i skriftliga källor 1216.  Omkring år 1200 började man bygga om en tidigare slavisk befästning vid floden Rhin till borgen Mühlenburg, omkring vilken tyska bosättare slog sig ned.  I den närbelägna byn Kietz fanns sedan tidigare en slavisk bosättning. Rhinow omnämns som stad med stadsrättigheter första gången 1333. År 1441 övergick borgen och huvuddelen av marken i området i släkten von Hagens ägo, i vilken den kom att förbli under 500 år.  Under det trettioåriga kriget drog Gustav II Adolfs armé genom staden 1631, och staden plundrades och brändes 1636 av den svenska armén.  Familjen von Hagen utökade sitt jordinnehav efter krigsslutet genom att överta ödegårdar i området.
1893 byggde Otto Lilienthal en verkstad för sina glidflygexperiment i staden.  Flygningarna bedrevs till en början från Rhinowbergen vid staden, och senare från det närbelägna Gollenberg, där Lilienthal förolyckades med dödlig utgång 1896.

## Befolkning
| 1875 | 1 397 |
| 1890 | 1 512 |
| 1910 | 1 540 |
| 1925 | 1 533 |
| 1933 | 1 551 |
| 1939 | 1 713 |
| 1946 | 2 728 |
| 1950 | 2 553 |
| 1964 | 2 051 |
| 1971 | 2 052 |

| 1981 | 2 198 |
| 1985 | 2 213 |
| 1989 | 2 222 |
| 1990 | 2 146 |
| 1991 | 2 090 |
| 1992 | 2 065 |
| 1993 | 2 086 |
| 1994 | 2 070 |
| 1995 | 2 103 |
| 1996 | 2 111 |

| 1997 | 2 154 |
| 1998 | 2 165 |
| 1999 | 2 146 |
| 2000 | 2 101 |
| 2001 | 2 021 |
| 2002 | 2 012 |
| 2003 | 1 967 |
| 2004 | 1 959 |
| 2005 | 1 933 |
| 2006 | 1 874 |

| 2007 | 1 821 |
| 2008 | 1 758 |
| 2009 | 1 714 |
| 2010 | 1 716 |
| 2011 | 1 695 |
| 2012 | 1 667 |

Detaljerade källor anges i Wikimedia Commons..